# إريك برامهار
فريديريكوس يوهانس برامهار (بالهولندية: Eric Braamhaar)‏ (مواليد 13 أكتوبر 1966) حكم كرة قدم هولندي . في 26 أبريل 2009 ترك مباراة الدور النصف النهائي في دوري أوبا بين أوساسونا وإشبيلية بسبب تعرضه للإصابة وحل مكانه بيتر فينك .

## روابط خارجية
- إريك برامهار على موقع Soccerway.com (الإنجليزية)